# 1989 en basket-ball
Chronologie du basket-ball
1988 en basket-ball - 1989 en basket-ball - 1990 en basket-ball
Les faits marquants de l'année 1989 en basket-ball.

## Récapitulatifs des principaux vainqueurs de compétitions 1988-1989

### Masculins
| - Allemagne : BG Bayreuth - Espagne : FC Barcelone - France : CSP Limoges - Italie : Philips Milano |

### Féminines
|  |

## Récompenses des joueurs enNBA

### Meilleur joueur de la saison régulière  (MVP)
| - Magic Johnson, Los Angeles Lakers |

### Meilleur joueur de la finale NBA
| - Joe Dumars, Detroit Pistons |

### Concours de Dunk: (Slam Dunk Contest)
| - Kenny Walker, New York Knicks |

### Concours de 3 points: (Three-point Shootout)
| - Dale Ellis, Seattle SuperSonics |

## Décès
- 3 décembre : Fernando Martín, joueur espagnol, accident de voiture (27 ans).